# コリン・ウォルコット
コリン・ウォルコット（Collin Walcott、1945年4月24日 - 1984年11月8日）は、ジャズやワールド・ミュージックで活動したことで知られる北アメリカのミュージシャンである。
青年期にヴァイオリンとティンパニを学び、インディアナ大学でパーカッションを学ぶ生徒となった。ウォルコットは伝統的なインド音楽に興味を持ち、ラヴィ・シャンカルの下でシタールを、アラ・ラカの下でタブラを学んだ。オールミュージックの評論家スコット・ヤナウによれば、ウォルコットは「ジャズを演奏した最初のシタール奏者のひとり」であった。ウォルコットを含むポール・ウィンター・アンサンブルのメンバー数人が分裂し、オレゴンを結成した。
ウォルコットは、1984年のオレゴンのコンサート・ツアー中に東ドイツにて自動車事故で死亡した。その役割はトリロク・グルトゥに引き継がれた。
作家のデヴィッド・ジェームズ・ダンカンは1996年に、彼の作品『私のコリン・ウォルコットとのある会話』で紹介したカスケードヘッドにおけるオレゴンのコンサートについて回顧的に書いている。ダンカンは、ウォルコットが楽器に囲まれたステージに「仏式」に座っていたと説明した。「彼の北に」ある電子ドラム・キットに加えて、ウォルコットは、「南に5つの異なるタブラ、東にシタール、そして西にガラガラ、チャイム、クラッカー、ベル、ホイッスル、フィンガードラム、トライアングル、そして名前もないノイズを作り出す楽器による途方もない半円を並べていた。私の見た限り、東インド人のように床に平らに座る、最初の西洋の『ジャズ』打楽器奏者が彼でした」。

## ディスコグラフィ

### リーダー・アルバム
- 『クラウド・ダンス』 - Cloud Dance (1976年、ECM)
- 『グレイジング・ドリームズ』 - Grazing Dreams (1977年、ECM)
- 『ドーン・ダンス』 - Dawn Dance (1981年、ECM) ※with Steve Eliovson
- Works (1988年、ECM/Polygram) ※コンピレーション

### オレゴン
- 『アワ・ファースト・レコード』 - Our First Record (1970年、Universe)
- 『北の星』 - Music of Another Present Era (1973年、Vanguard)
- 『冬の陽』 - Winter Light (1974年、Vanguard)
- 『遥かなる丘』 - Distant Hills (1974年、Vanguard)
- 『オレゴン・イン・コンサート』 - In Concert (1975年、Universe)
- 『オレゴン & エルヴィン・ジョーンズ』 - Together (1976年、Universe) ※with エルヴィン・ジョーンズ
- 『フレンズ』 - Friends (1977年、Vanguard)
- 『アウト・オブ・ザ・ウッズ - 森の中から』 - Out of the Woods (1978年、Discovery)
- 『ヴァイオリン』 - Violin (1978年、Universe)
- 『ムーン・アンド・マインド』 - Moon and Mind (1979年、Vanguard)
- 『ルーツ・イン・ザ・スカイ - 空の彼方に』 - Roots in the Sky (1979年、Discovery)
- 『イン・パフォーマンス』 - In Performance (1980年、Wounded Bird Records)
- 『オレゴン』 - Oregon (1983年、ECM)
- 『クロッシング』 - Crossing (1984年、ECM)

### コドナ
- 『スカイ』 - Codona  (1979年、ECM) ※日本盤はドン・チェリー、ナナ・ヴァスコンセロスと連名
- 『コドナ』 - Codona 2 (1981年、ECM) ※日本盤はドン・チェリー、ナナ・ヴァスコンセロスと連名
- Codona 3 (1983年、ECM)

### トニー・スコット
- Music for Yoga Meditation and Other Joys (1972年、Verve) ※1968年録音

### マイルス・デイヴィス
- 『オン・ザ・コーナー』 - On the Corner (1972年)